# Axel Dumas
Pour les articles homonymes, voir Dumas.
Axel Dumas, né le 3 juillet 1970 à Neuilly-sur-Seine, est une personnalité française du monde des affaires, gérant d’Hermès International depuis juin 2013.

## Biographie

### Famille
Axel Dumas est un descendant des Hermès, famille fondatrice qui contrôle toujours, avec 70 % du capital, la société du même nom. Il est le fils du médecin Olivier Dumas et de Michèle Dumas, et le neveu de Jean-Louis Dumas qui a transformé Hermès, maison française en entreprise de dimension internationale. Sa mère, Michèle Dumas, a été directrice générale adjointe d’Hermès,.
De son côté, la famille Dumas, d'ancienne bourgeoisie huguenote, est originaire de Loriol, au sud de Lyon. Elle quitte la France après la révocation de l'édit de Nantes en 1685. Installée à Hambourg où elle prospère au XVIIIe siècle, elle s'est scindée en deux branches principales au XIXe siècle, en France et en Angleterre,.

### Études
Axel Dumas est titulaire d’une maîtrise en droit et d'une licence de philosophie. Il est lauréat de Sciences Po (section Internationale, promotion 1995) et a  suivi un programme à la Harvard Business School (AMP 179).

### Parcours professionnel
De 1995 à 1997, Axel Dumas travaille chez Paribas à Pékin (Chine) dans le financement des projets dans les matières premières, l’énergie et les transports.
De 1999 à 2003, il opère pour Paribas depuis New York et développe le financement d’outils industriels à destination des pays émergents.
En 2003, à la demande de Jean-Louis Dumas, et à la suite du décès de sa mère, Axel Dumas rejoint Hermès à la direction financière, puis en tant que directeur commercial France.
En 2006, il est nommé directeur général d’Hermès Bijouterie, puis en 2008, directeur général d’Hermès Maroquinerie Sellerie.
En mai 2011, Axel Dumas est nommé directeur général des opérations d’Hermès International.
En juin 2013, il devient cogérant d’Hermès International, aux côtés de Patrick Thomas, puis seul gérant au départ de celui-ci en janvier 2014. Selon L'Express, cette nomination « consacre le retour de la famille [Dumas] au pouvoir ».
Début septembre 2014, LVMH annonce la réduction de sa participation dans le capital d'Hermès, une des cinq priorités fixées par le nouveau gérant.
Sa rémunération pour l'année 2022 bénéficie de la seconde plus grande hausse par rapport à l'année précédente parmi les dirigeants du CAC40, évaluée au total à 5,4 millions d’euros. L’augmentation s’est limitée à 10 % lorsqu'elle aurait dû s’élever à 40 %, Axel Dumas ayant renoncé à une partie de la hausse de son salaire fixe, qui est compensé par une hausse de la part variable et des dividendes. 

## Distinctions
- Chevalier de la Légion d'honneur (25 mars 2016)[17]
- En 2022, il est classé dirigeant le plus performant par Challenges[18].

## Vie privée
Élevé dans la foi protestante, il est marié à Élisabeth Franck, journaliste et rédactrice en chef adjointe à Next, le mensuel culturel au journal Libération. Ils ont trois enfants.

## Fortune
La fortune de sa famille est estimée à 29,6 milliards d'euros en 2017 et à 55,5 milliards d'euros en 2020.
En 2022, Challenges évalue sa fortune ainsi que celle de sa famille à 78,7 milliards d'euros et le classe 3e fortune de France. À la suite de ce profit record, Hermès promet une récompense exceptionnelle à ses salariés dans le monde. En 2023, Challenges estime que la fortune familiale est passée à 137,8 milliards d'euros, classée à ce moment 2e fortune de France 